# Kurzschwinge

Kurzarmschwinge gezogen

Kurzarmschwinge geschoben

Mit Kurzschwinge oder Kurzarmschwinge bezeichnet man eine Bauart der Vorderradführung bei Motorrädern.
Erste Kurzschwingen sind von FN (1904) bekannt. Im Gegensatz zur Langarmschwinge befindet sich der Schwingendrehpunkt innerhalb des Raddurchmessers. Kurzschwingen haben den Nachteil der konstruktionsbedingt relativ kurzen Federwege, die im Bereich unter 100 mm liegen und damit größere Fahrbahnunebenheiten nicht ausgleichen können. Mit einer „halblangen Schwinge“ u. a. beim Modell Hercules K 125 BW versuchte man diesen Nachteil auszugleichen.
Man unterscheidet die Bauarten hinsichtlich des Schwingendrehpunkts in Fahrtrichtung gesehen vor oder hinter der Radachse in:
- Gezogene Kurzschwingen (mit/ohne Hilfsgabel)
- Geschobene Kurzschwingen (mit/ohne Hilfsgabel)

## Gezogene Kurzschwingen
Die erste gezogene Kurzschwinge mit Hilfsgabel und Blattfedern ist von der belgischen Firma Minerva (1905) bekannt. In größeren Stückzahlen wurde die gezogene Kurzschwinge mit Hilfsgabel und Blattfedern bei Indian (1910–1946) und BMW (1923–1936) (siehe Blattfedergabel) gebaut. Vespa führte mit dem Modell Vespa 98 (1946) die gezogene einarmige Kurzschwinge beim Roller ein. Bis heute werden die Vespa und viele andere Motorroller mit der gezogenen Kurzschwinge als Vorderradführung gebaut.

## Geschobene Kurzschwingen
Die erste geschobene Kurzschwinge (mit Hilfsgabel) wurde bei der FN-Four (1904) eingeführt. 1908 wurde die „Sager-Cushion-Gabel“ (eine geschobene Kurzschwinge mit Hilfsgabel) bei Harley-Davidson vorgestellt, die 1929 von Harley-Davidson eingeführte Springergabel blieb bis 1953 im Verkaufsprogramm. Brough Superior nannte die ab 1924 gebaute geschobene Kurzschwinge mit Hilfsgabel „Castle-Gabel“.
Die geschobene Kurzschwinge (ohne Hilfsgabel) wurde 1949 bei den NSU Motorenwerken beim Modell NSU Fox eingeführt und dann auch bei der NSU Quickly verwendet. Die geschobene Kurzschwinge wird bei aktuellen Motorrädern nicht mehr angeboten.

## Vor- und Nachteile
Kurzschwingen sind einfach und preiswerte herzustellen und ermöglichen eine platzsparende Konstruktion, weshalb sie bis heute bei Motorrollern mit kleinen Laufrädern Verwendung findet.
Von Nachteil ist das Ein- oder Ausfedern des Vorderrades beim Betätigen der Vorderradbremse. Insbesondere bei gezogenen Kurzschwingen wie bei der BMW R 42 taucht das Vorderrad beim Bremsen deutlich ein. Bei geschobener Vorderradschwinge wird das aufrichtende Bremsmoment hingegen teilweise aufgrund der dynamischen Radlastverlagerung kompensiert.
Von Nachteil kann auch der begrenzte Federweg sein.
Kurze Vorderradschwingen bestehen aus zwei kurzen Schwinghebeln, die lediglich über die Vorderrad-Achse miteinander verbunden sind. Bei einer Querbelastung des Vorderrads kann es sich gegenüber der Hochachse des Motorrads verwinden. Langarmschwingen sind aufgrund ihrer Länge zwar prinzipiell weniger verwindungssteif als Kurzarmschwingen, reichen aber bis hinter bzw. vor das Vorderrad, so dass die beiden Schwingarme dort miteinander zu einem „U“ verbunden werden können. Dieses U-förmige Schwingenelement übt ein Drehmoment auf ein schiefstehendes Vorderrad aus, so dass es sich wieder parallel zur Hochachse des Motorrads ausrichtet. Die Verdrehsteifigkeit um die Längsachse ist bei einer einteiligen Rohrschweißkonstruktion („U“) also besser als bei zwei einzelnen kurzen Schwinghebeln („I I“).

## Bilder

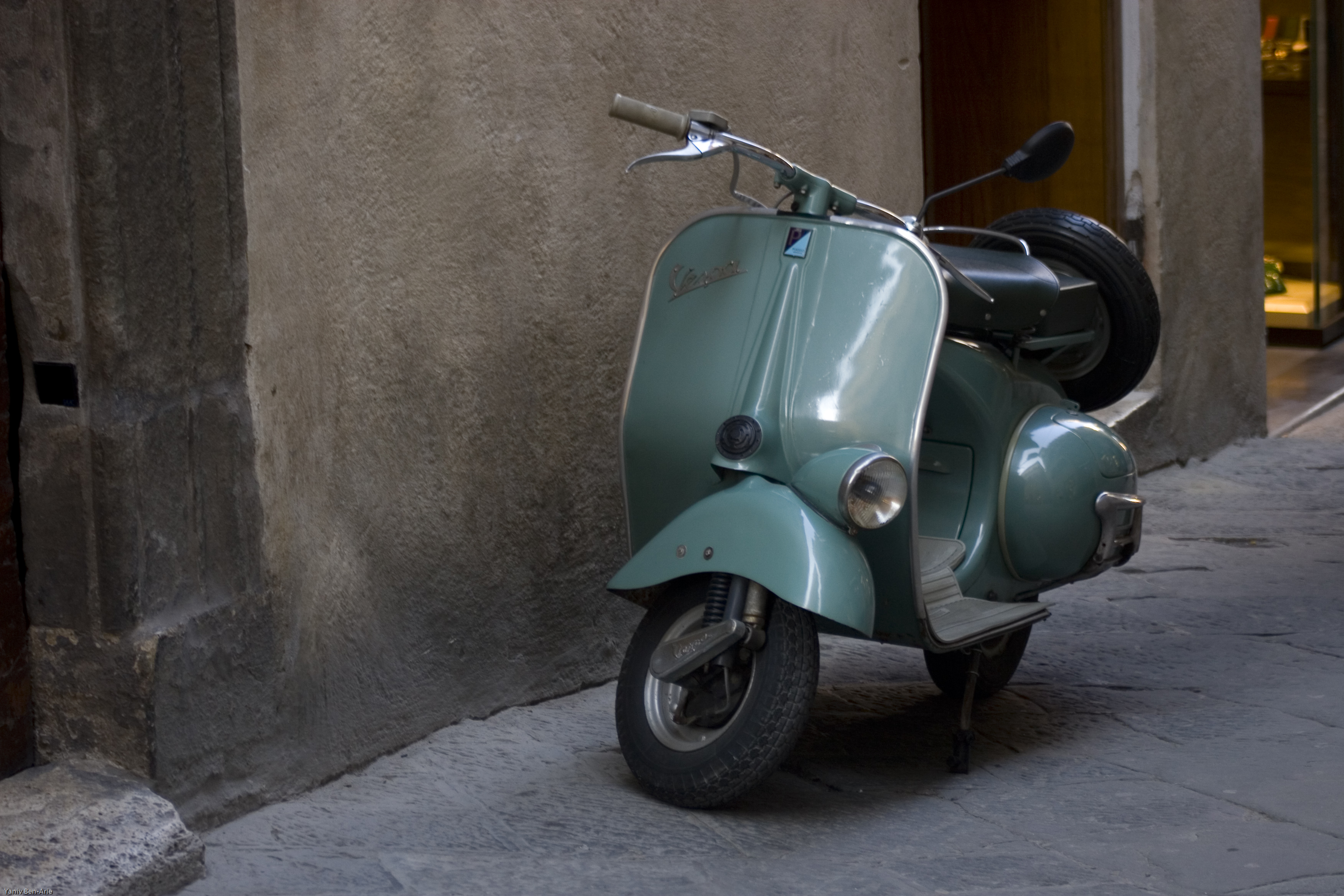
Gezogene einarmige Kurzschwinge einer frühen (Vespa)
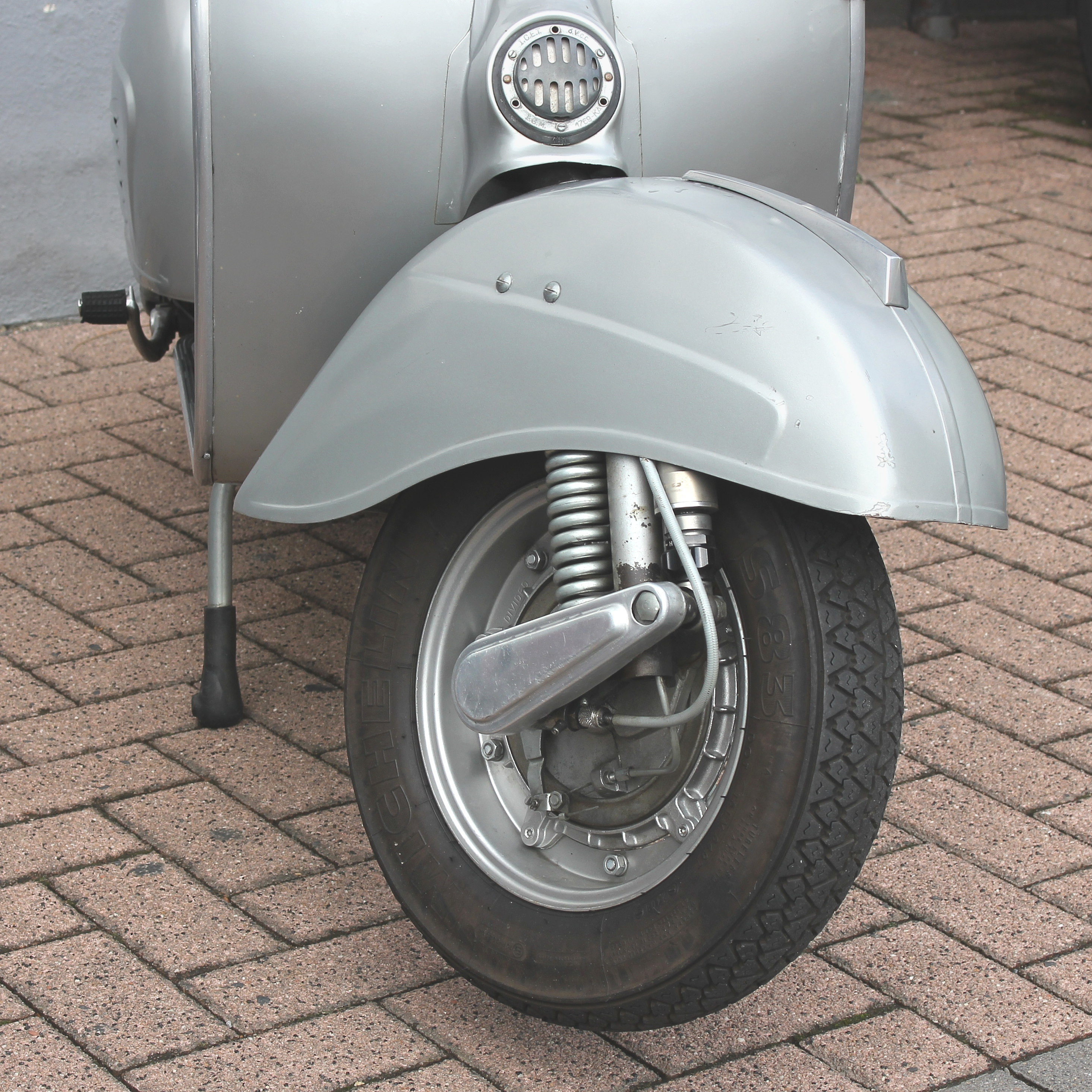
Ansicht der einarmig gezogenen Kurzschwinge mit Stoßdämpfer einer Vespa 150 Sprint.
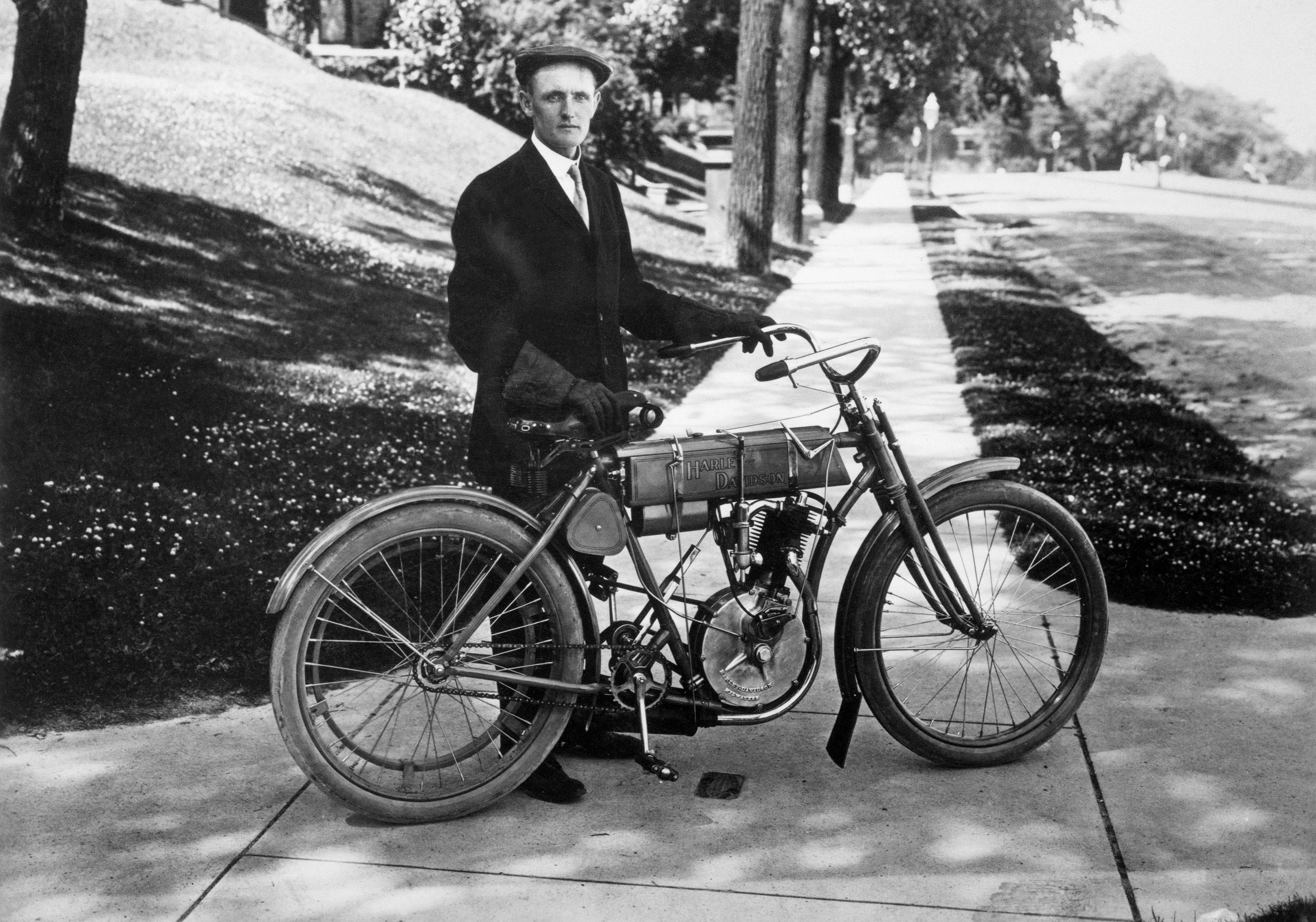
Geschobene Kurzschwinge mit Hilfsgabel (Harley-Davidson Modell 4)
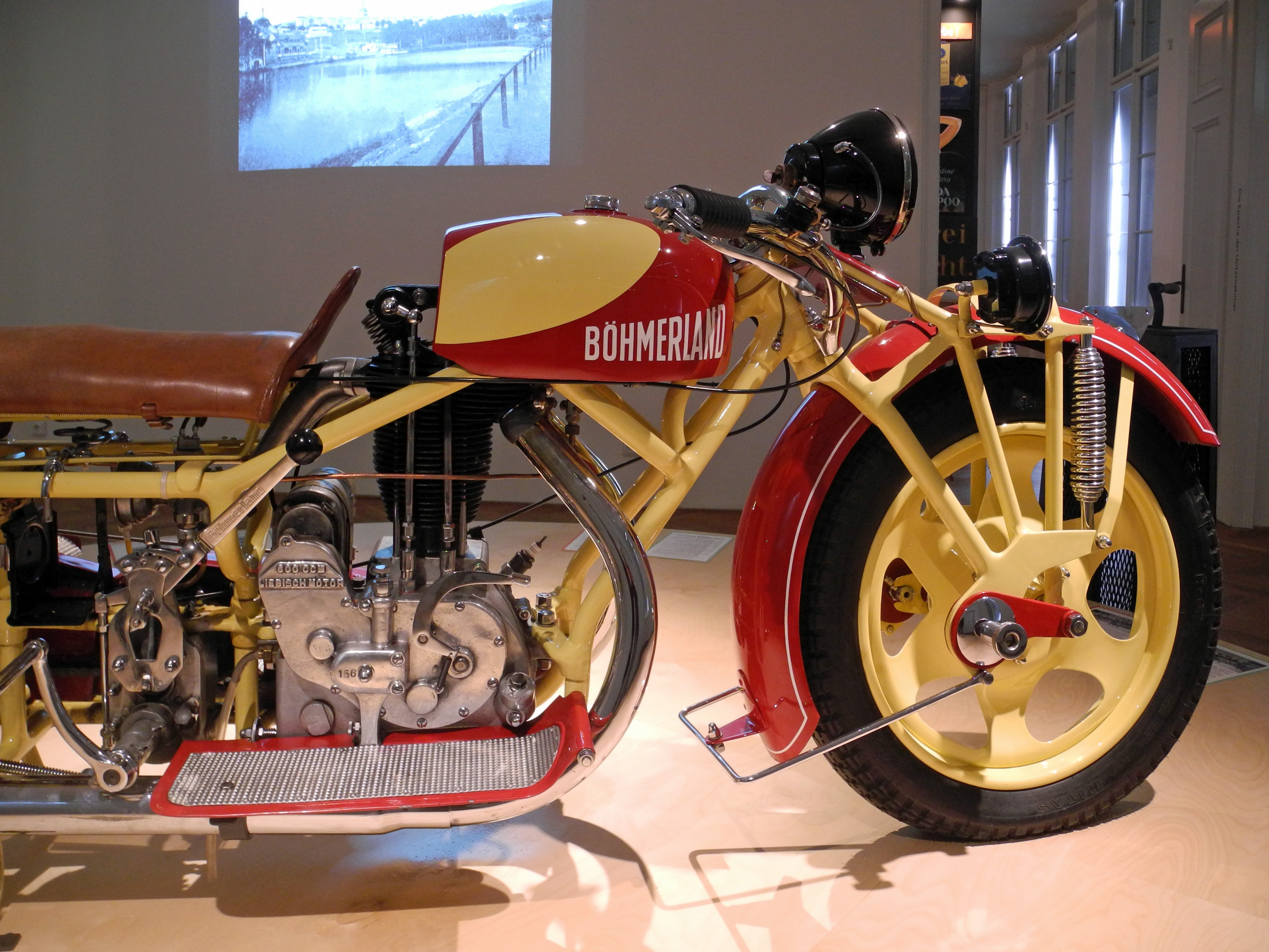
Böhmerland: Eine geschobene Kurzschwinge mit einstellbaren Reibungsdämpfern führt das Vorderrad, je eine Zugfeder links und rechts soll Unebenheiten der Fahrbahn ausgleichen.